# هاموندسبورت (نيويورك)
هاموندسبورت (بالإنجليزية: Hammondsport, New York)‏ هي بلدة تقع في الولايات المتحدة في مقاطعة ستوبين، نيويورك. يقدر عدد سكانها بـ 731 نسمة ومساحتها 1.0 كم2 وترتفع عن سطح البحر 230 متر.

## أعلام
- تشارلز شامبلن
- غلين كورتيس